# De Ruigewaard
De Ruigewaard is een buurtschap tegen de vroegere noorddijk van de in 1597 bedijkte en in 1660 van een zeedijk voorziene Waardsterpolder (vroeger Ruigewaardsterpolder genoemd), net ten zuiden van de Oude Ruigezandsterpolder in de gemeente Westerkwartier in de Nederlandse provincie Groningen. De naam De Ruigewaard verwijst naar (en moet niet worden verward met) de polder Ruigewaard ten zuiden van de Waardsterpolder.
De buurtschap bestaat uit twee boerderijen aan een landweg die loopt tussen de Ooster Waardijk tussen 't Hoekje en Kommerzijl aan ene zijde en de zijweg 'De Ruige Waard' naar de buurtschap Ruigezand aan de Teenstraweg in de Oude Ruigezandsterpolder aan de andere zijde. De ene boerderij is reeds zichtbaar op kaarten uit begin 1800. De andere dateert van later. Ten oosten van de beide boerderijen ligt nog een boerderij. Vroeger stonden er ook nog twee arbeidershuisjes.

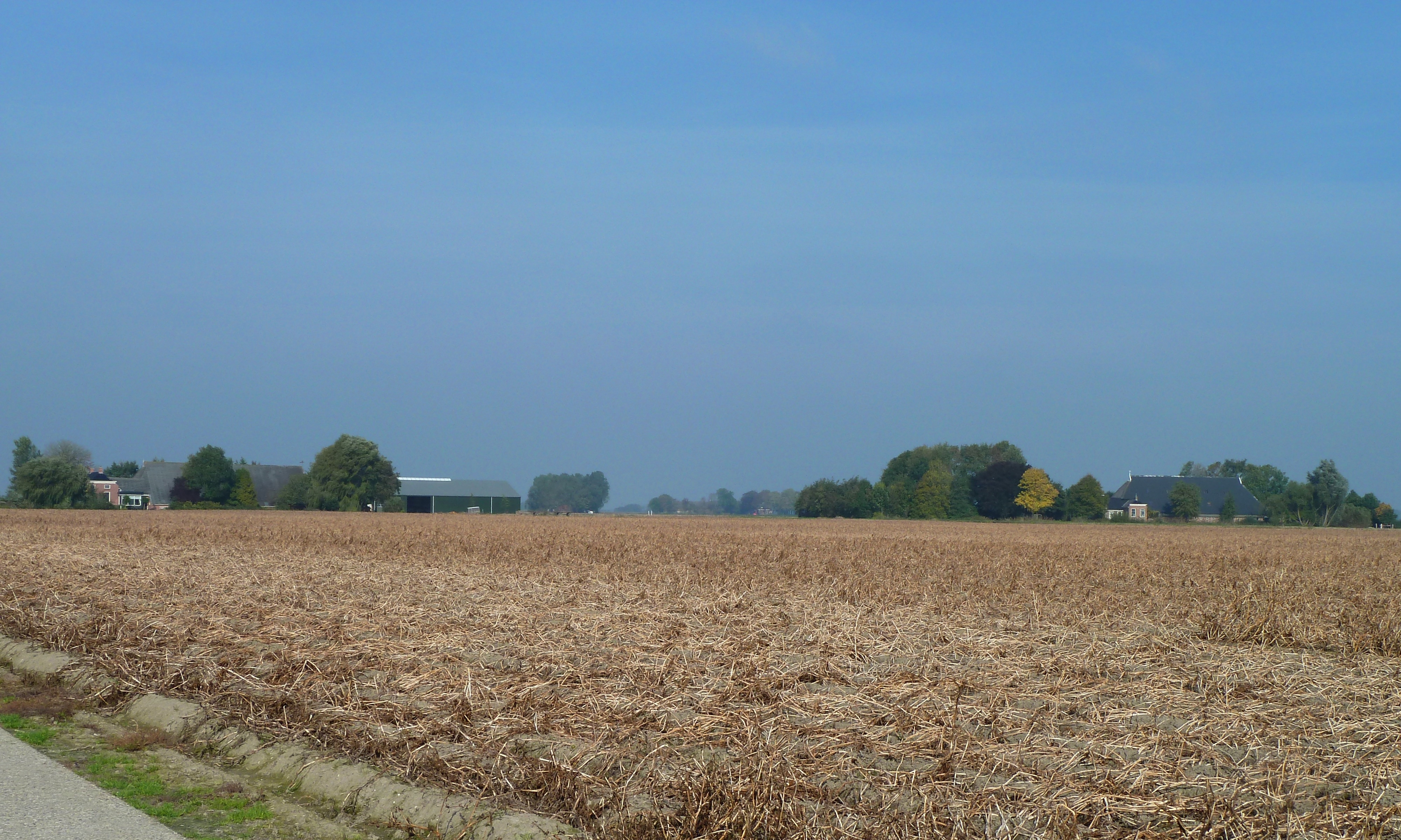
Panorama op beide boerderijen vanuit het zuiden
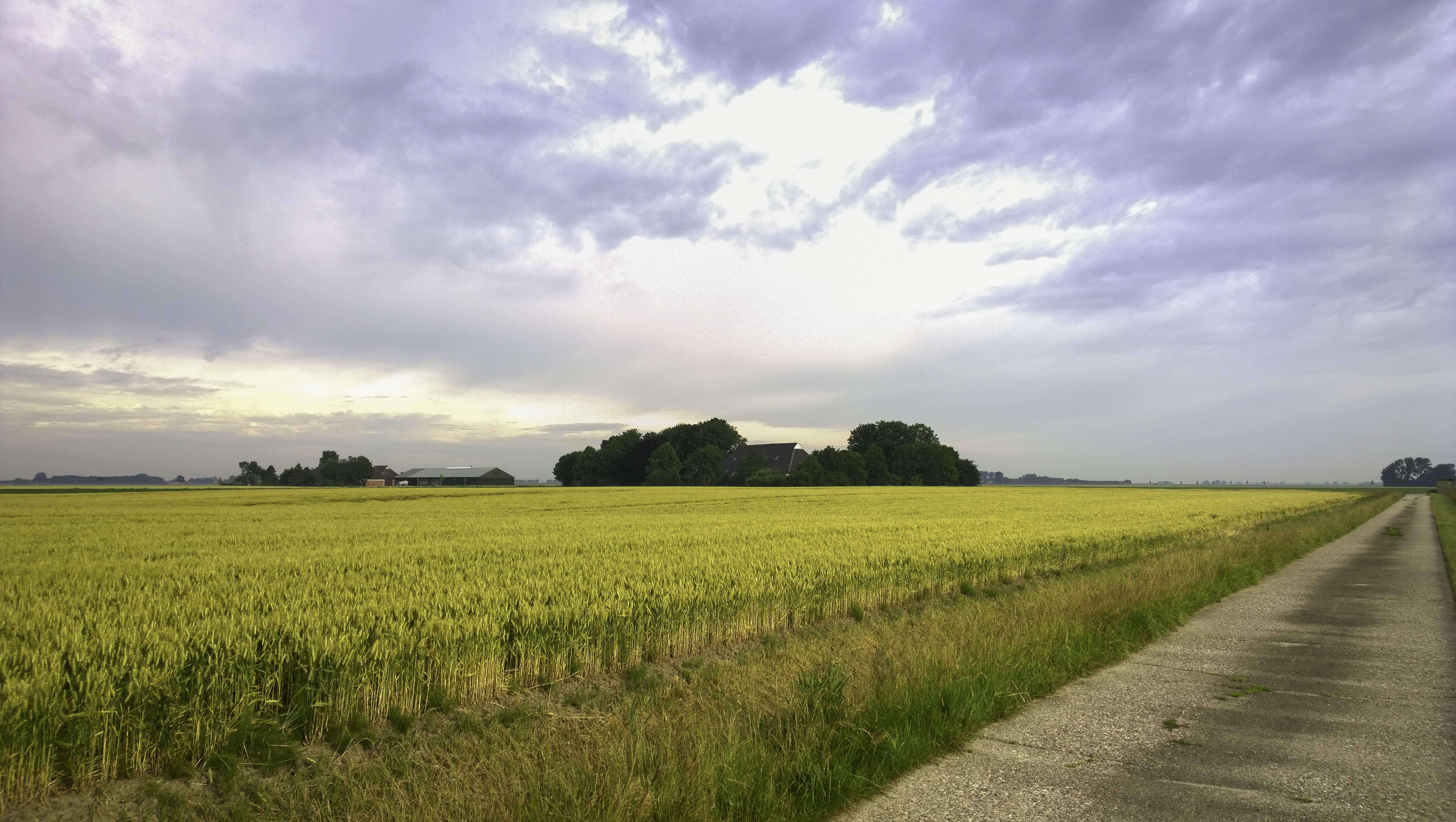
Panorama vanuit het oosten
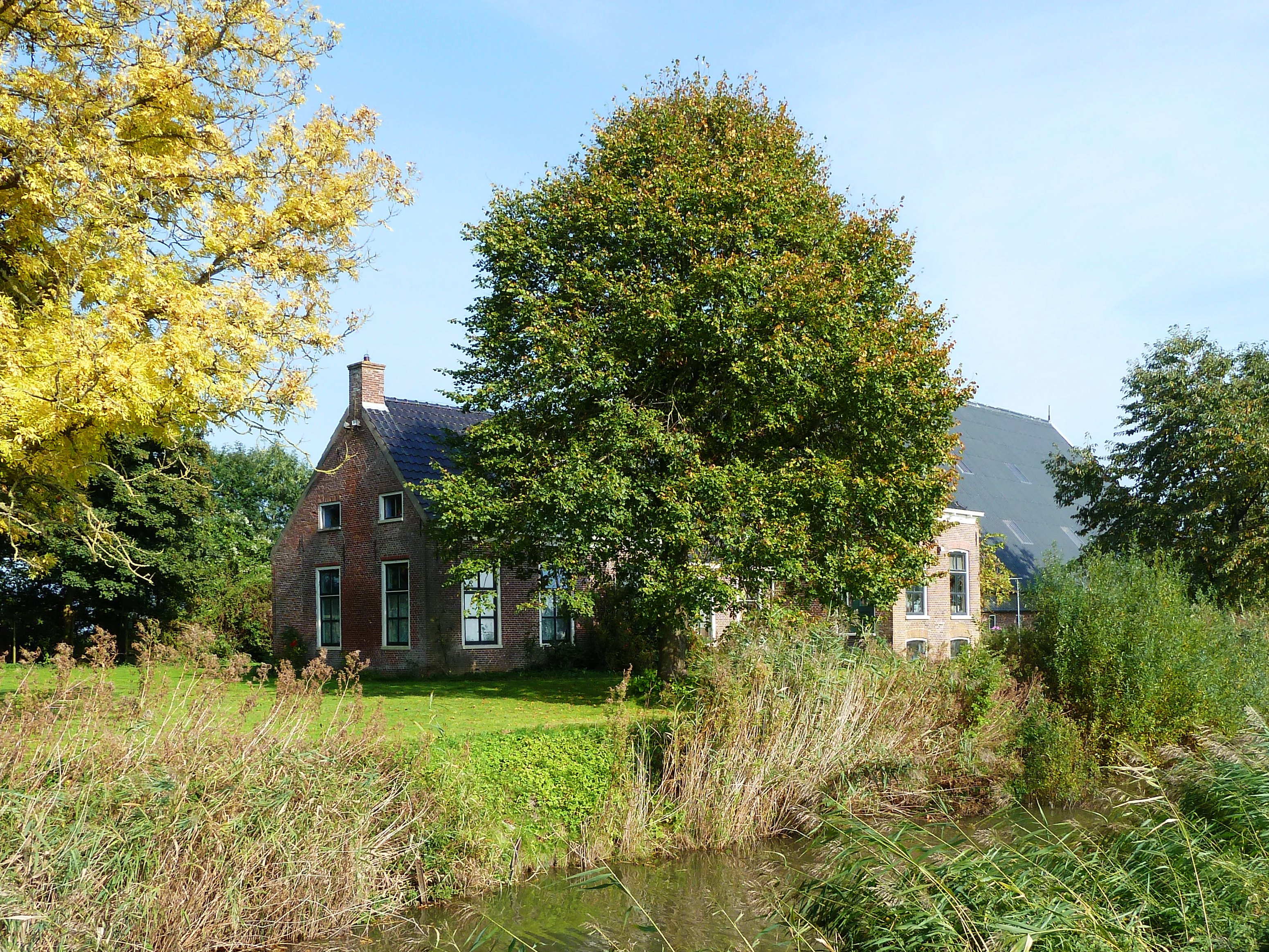
Close-up van voorzijde oostelijke boerderij